# ريك بوير
ريك بوير (بالإنجليزية: Rick Boyer)‏ (13 أكتوبر 1943، إيفانستون في الولايات المتحدة)؛ أستاذ جامعي، كاتب وروائي أمريكي.